# Пензин, Николай Александрович
Николай Александрович Пензин (род. 20 сентября 1950) — советский легкоатлет, специалист по бегу на длинные дистанции и марафону. Выступал за сборную СССР по лёгкой атлетике в 1970-х годах, обладатель серебряной медали чемпионата Европы, победитель и призёр первенств всесоюзного значения, рекордсмен СССР в часовом беге, действующий рекордсмен Казахстана в марафоне.

## Биография
Николай Пензин родился 20 сентября 1950 года.
Занимался лёгкой атлетикой в Алма-Ате, выступал за Казахскую ССР и Вооружённые Силы.
Впервые заявил о себе в апреле 1971 года, когда с результатом 2:20:15 выиграл марафон в Бишкеке.
В 1972 и 1973 годах на марафонах в Ужгороде был четвёртым и вторым, показав результаты 2:15:22 и 2:17:51 соответственно.
В 1974 году выиграл бронзовую медаль на чемпионате СССР по бегу на 30 км в Евпатории, занял восьмое место на чемпионате СССР по марафону в Клайпеде (2:19:05).
В 1975 году на чемпионате страны в рамках VI летней Спартакиады народов СССР в Москве стал серебряным призёром в программе марафона, показав результат 2:15:56.
На чемпионате СССР по марафону 1976 года в Ужгороде с результатом 2:30:33 превзошёл всех соперников и завоевал золотую медаль.
В 1977 году получил серебро в марафоне на чемпионате СССР в Москве (2:20:37). Позднее на соревнованиях по часовому бегу в Москве преодолел дистанцию 20 040 метров, установив тем самым рекорд СССР, который впоследствии так и не был никем превзойдён.
В 1978 году выиграл марафон в Афинах (2:21:40), стал серебряным призёром на чемпионате СССР по марафону в Москве (2:17:05). Представлял Советский Союз на чемпионате Европы в Праге, где завоевал серебряную награду в марафоне, уступив только своему соотечественнику Леониду Мосееву. Показанный здесь результат 2:11:59 до настоящего времени остаётся национальным рекордом Казахстана. В завершение сезона выступил на Фукуокском марафоне в Японии — показал результат 2:15:40, расположившись в итоговом протоколе соревнований на 14-й строке.